# 張其淦

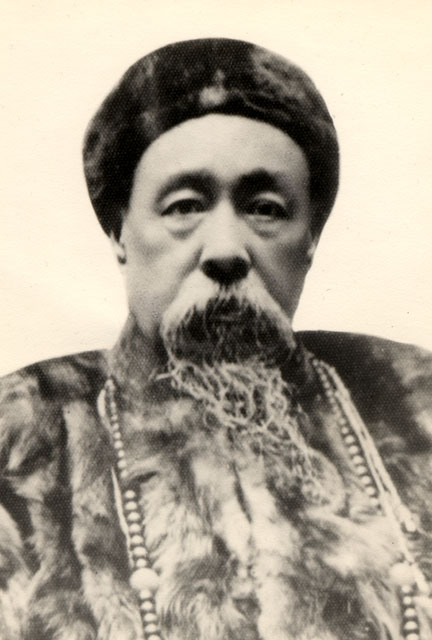

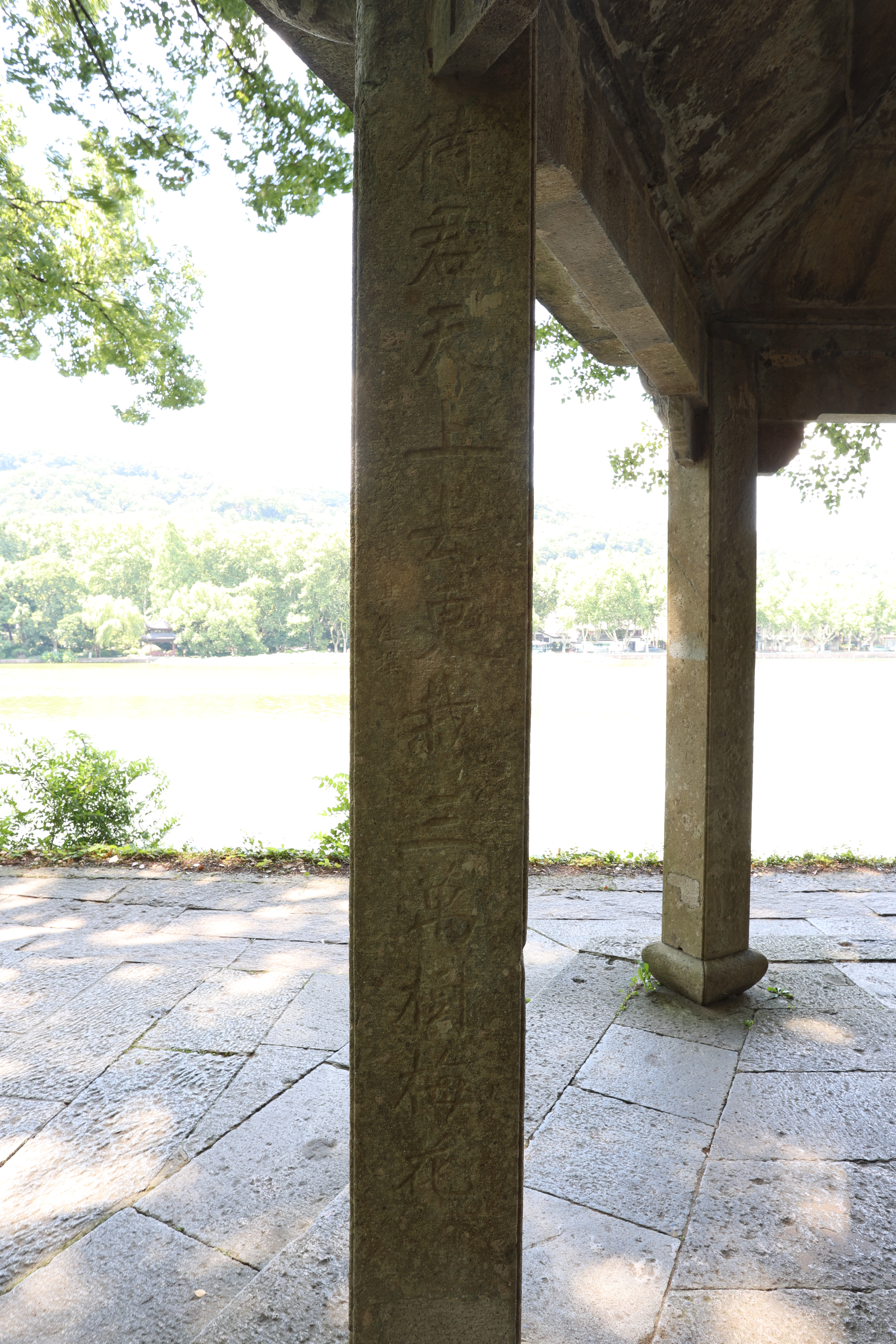
張其淦于民國九年（1920）為杭州孤山雲亭書寫的聯句：待君天上去，更栽三萬樹梅花。

張其淦（1859年—1946年），字豫泉，廣東東莞人。清末官員，學者。
光緒二十年（1894年）甲午恩科進士，同年五月，改翰林院庶吉士。光緒二十一年四月，散館，著以知县即用，改山西黎城知縣。官至安徽提学使。辛亥革命后，在上海隐居，專心著述。民國三十五年（1946年）卒。
著有《寓園叢書》、《洪范微》、《左传礼说》、《邵村咏史诗钞》、《松柏山房骈体文钞》等。